# Томия
Томия (яп. 富谷市 Томия-си) — город в префектуры Мияги. Площадь  составляет 49,13 км², население — 51 481 человек (31 июля 2014), плотность населения — 1047,85 чел./км².

## Географическое положение
Посёлок расположен на острове Хонсю в префектуре Мияги региона Тохоку. С ним граничат город Сендай и посёлки Тайва, Рифу.

## Население
Население посёлка составляет 51 481 человек (31 июля 2014), а плотность — 1047,85 чел./км². Изменение численности населения с 1980 по 2005 годы:
| 1980 | 13 930 чел. |  |
| 1985 | 18 053 чел. |  |
| 1990 | 24 611 чел. |  |
| 1995 | 30 224 чел. |  |
| 2000 | 35 909 чел. |  |
| 2005 | 41 593 чел. |  |

## Символика
Деревом посёлка считается сосна, цветком — хризантема.